# Prem'er-Liga 2005
La Prem'er-Liga 2005 fu la quattordicesima edizione della massima serie del campionato russo di calcio; vide la vittoria finale del CSKA Mosca, giunto al suo secondo titolo. Capocannoniere del torneo fu Dmitrij Kiričenko, calciatore dell'FK Mosca, con 14 reti.

## Stagione

### Novità
Dalla Prem'er-Liga 2004 erano stati retrocessi il Kuban' e il Rotor, mentre dalla Pervyj divizion 2004 erano stati promossi il Terek Groznyj e il Tom' Tomsk.

### Formula
Le sedici squadre partecipanti si sono affrontate in un girone all'italiana con partite di andata e ritorno per un totale di 30 giornate. La prima classificata al termine della stagione regolare era designata campione di Russia e ammessa al terzo turno di qualificazione della UEFA Champions League 2006-2007, mentre la seconda classificata veniva ammessa al secondo turno di qualificazione della UEFA Champions League. La terza classificata veniva ammessa in Coppa UEFA 2006-2007, assieme alla vincitrice della Coppa di Russia. Un ulteriore posto venne assegnato per la partecipazione alla Coppa Intertoto 2006. Le ultime due classificate erano retrocesse in Pervyj divizion.

## Squadre partecipanti
| Club                   | Stagione | Città           | Stadio                          | Stagione 2004               |
| ---------------------- | -------- | --------------- | ------------------------------- | --------------------------- |
| Alanija Vladikavkaz    | dettagli | Vladikavkaz     | Respublikanskij stadion Spartak | 14º posto in Prem'er-Liga   |
| Amkar Perm'            | dettagli | Perm'           | Stadio Zvezda                   | 11º posto in Prem'er-Liga   |
| CSKA Mosca             | dettagli | Mosca           | Stadio Dinamo                   | 2º posto in Prem'er-Liga    |
| Dinamo Mosca           | dettagli | Mosca           | Stadio Dinamo                   | 13º posto in Prem'er-Liga   |
| FK Mosca               | dettagli | Mosca           | Stadio Ėduard Strel'cov         | 9º posto in Prem'er-Liga    |
| Kryl'ja Sovetov Samara | dettagli | Samara          | Stadio Metallurg (Samara)       | 3º posto in Prem'er-Liga    |
| Lokomotiv Mosca        | dettagli | Mosca           | Stadio Lokomotiv                | Campione di Russia          |
| Rostov                 | dettagli | Rostov sul Don  | Stadio Olimp-2                  | 12º posto in Prem'er-Liga   |
| Rubin                  | dettagli | Kazan'          | Stadio Centrale di Kazan'       | 10º posto in Prem'er-Liga   |
| Saturn                 | dettagli | Ramenskoe       | Saturn Stadium                  | 7º posto in Prem'er-Liga    |
| Šinnik                 | dettagli | Jaroslavl'      | Stadio Šinnik                   | 6º posto in Prem'er-Liga    |
| Spartak Mosca          | dettagli | Mosca           | Stadio Lužniki                  | 8º posto in Prem'er-Liga    |
| Terek Groznyj          | dettagli | Groznyj         | Stadio Centrale di Pjatigorsk   | 1º posto in Pervyj divizion |
| Tom' Tomsk             | dettagli | Tomsk           | Stadio Trud                     | 2º posto in Pervyj divizion |
| Torpedo Mosca          | dettagli | Mosca           | Stadio Lužniki                  | 5º posto in Prem'er-Liga    |
| Zenit San Pietroburgo  | dettagli | San Pietroburgo | Stadio Petrovskij               | 4º posto in Prem'er-Liga    |

## Classifica finale
|  | Pos. | Squadra                | Pt | G  | V  | N  | P  | GF | GS | DR  |
|  | ---- | ---------------------- | -- | -- | -- | -- | -- | -- | -- | --- |
|  | 1.   | CSKA Mosca             | 62 | 30 | 18 | 8  | 4  | 48 | 20 | +28 |
|  | 2.   | Spartak Mosca          | 56 | 30 | 16 | 8  | 6  | 47 | 26 | +21 |
|  | 3.   | Lokomotiv Mosca        | 56 | 30 | 14 | 14 | 2  | 41 | 18 | +23 |
|  | 4.   | Rubin                  | 51 | 30 | 14 | 9  | 7  | 45 | 31 | +14 |
|  | 5.   | FK Mosca               | 50 | 30 | 14 | 8  | 8  | 36 | 26 | +10 |
|  | 6.   | Zenit San Pietroburgo  | 49 | 30 | 13 | 10 | 7  | 45 | 26 | +19 |
|  | 7.   | Torpedo Mosca          | 45 | 30 | 12 | 9  | 9  | 37 | 33 | +4  |
|  | 8.   | Dinamo Mosca           | 38 | 30 | 12 | 2  | 16 | 36 | 46 | -10 |
|  | 9.   | Šinnik                 | 38 | 30 | 9  | 11 | 10 | 26 | 31 | -5  |
|  | 10.  | Tom' Tomsk             | 37 | 30 | 9  | 10 | 11 | 28 | 33 | -5  |
|  | 11.  | Saturn                 | 33 | 30 | 8  | 9  | 13 | 23 | 25 | -2  |
|  | 12.  | Amkar Perm'            | 33 | 30 | 7  | 12 | 11 | 25 | 36 | -11 |
|  | 13.  | Rostov                 | 31 | 30 | 8  | 7  | 15 | 26 | 41 | -15 |
|  | 14.  | Kryl'ja Sovetov Samara | 29 | 30 | 7  | 8  | 15 | 29 | 55 | -26 |
|  | 15.  | Alanija Vladikavkaz    | 23 | 30 | 5  | 8  | 17 | 27 | 53 | -26 |
|  | 16.  | Terek Groznyj (-6)     | 14 | 30 | 5  | 5  | 20 | 20 | 50 | -30 |

Legenda:
      Campione di Russia e ammessa alla UEFA Champions League 2006-2007.
      Ammessa alla Coppa UEFA 2006-2007.
      Ammessa alla Coppa Intertoto 2006.
      Retrocesse in Pervyj divizion 2006.
Note:
Tre punti a vittoria, uno a pareggio, zero a sconfitta.
Il Terek Groznyj ha scontato 6 punti di penalizzazione per non aver adempiuto agli obblighi fiscali nell'acquisto di Ognjen Koroman dal Kryl'ja Sovetov Samara.

## Risultati
|                       | CSK  | SpM  | LoM  | Rub  | FKM  | Zen  | ToM  | DiM  | Šin  | Tom  | Sat  | Amk  | Ros  | Kry  | Ala  | Ter  |
| --------------------- | ---- | ---- | ---- | ---- | ---- | ---- | ---- | ---- | ---- | ---- | ---- | ---- | ---- | ---- | ---- | ---- |
| CSKA Mosca            | –––– | 1-0  | 0-0  | 2-1  | 1-1  | 1-1  | 2-0  | 2-0  | 2-0  | 2-0  | 1-0  | 3-1  | 2-1  | 5-0  | 4-3  | 3-0  |
| Spartak Mosca         | 1-3  | –––– | 1-2  | 3-0  | 0-2  | 1-1  | 1-0  | 5-1  | 1-1  | 2-1  | 1-0  | 1-1  | 2-0  | 1-0  | 5-1  | 3-0  |
| Lokomotiv Mosca       | 3-2  | 1-1  | –––– | 1-0  | 0-0  | 0-0  | 0-3  | 4-1  | 0-0  | 2-0  | 1-1  | 1-1  | 4-0  | 1-0  | 3-0  | 4-0  |
| Rubin Kazan'          | 1-0  | 0-0  | 3-1  | –––– | 1-1  | 1-0  | 5-1  | 2-1  | 2-0  | 0-0  | 0-0  | 2-0  | 1-1  | 2-1  | 4-2  | 1-1  |
| FK Mosca              | 0-0  | 3-1  | 0-1  | 0-1  | –––– | 2-0  | 1-1  | 2-1  | 3-2  | 4-1  | 0-1  | 1-0  | 1-0  | 0-1  | 1-0  | 2-1  |
| Zenit San Pietroburgo | 1-0  | 1-1  | 1-1  | 0-1  | 2-2  | –––– | 1-1  | 4-1  | 0-0  | 1-0  | 1-0  | 5-1  | 4-2  | 4-1  | 3-1  | 5-1  |
| Torpedo Mosca         | 0-2  | 1-3  | 0-1  | 1-1  | 2-0  | 0-4  | –––– | 2-1  | 0-0  | 3-0  | 2-0  | 2-1  | 3-1  | 0-0  | 3-0  | 2-1  |
| Dinamo Mosca          | 1-2  | 0-1  | 0-0  | 3-1  | 0-2  | 1-2  | 2-1  | –––– | 1-0  | 0-0  | 1-0  | 1-2  | 2-1  | 3-1  | 1-0  | 0-1  |
| Šinnik                | 1-1  | 1-3  | 0-2  | 3-2  | 0-1  | 1-0  | 1-3  | 2-1  | –––– | 0-0  | 1-0  | 1-1  | 2-1  | 3-1  | 1-0  | 2-1  |
| Tom' Tomsk            | 0-0  | 0-1  | 0-0  | 1-2  | 3-2  | 2-0  | 1-1  | 3-2  | 0-0  | –––– | 0-3  | 3-0  | 1-2  | 4-2  | 0-0  | 2-0  |
| Saturn                | 0-1  | 1-1  | 0-0  | 0-0  | 1-2  | 0-0  | 1-0  | 0-1  | 1-0  | 0-2  | –––– | 2-0  | 2-0  | 1-1  | 3-1  | 3-2  |
| Amkar Perm'           | 0-1  | 0-0  | 3-4  | 1-0  | 0-0  | 1-0  | 0-0  | 4-1  | 0-0  | 0-0  | 3-2  | –––– | 1-0  | 1-1  | 0-0  | 0-0  |
| Rostov                | 0-2  | 0-1  | 1-1  | 0-1  | 1-0  | 0-1  | 1-1  | 0-3  | 2-2  | 2-0  | 0-0  | 2-0  | –––– | 2-1  | 1-0  | 1-0  |
| Kryl'ja Sovetov       | 2-2  | 1-3  | 0-0  | 2-2  | 4-1  | 3-0  | 0-1  | 0-1  | 1-0  | 1-1  | 1-0  | 1-0  | 1-1  | –––– | 2-0  | 0-1  |
| Alanija Vladikavkaz   | 1-1  | 2-1  | 0-0  | 4-3  | 0-2  | 0-3  | 2-2  | 2-4  | 1-1  | 1-2  | 1-1  | 0-1  | 0-0  | 2-0  | –––– | 1-0  |
| Terek Groznyj         | 1-0  | 1-2  | 0-3  | 1-5  | 0-0  | 0-0  | 0-1  | 0-1  | 0-1  | 0-1  | 1-0  | 2-2  | 2-3  | 2-0  | 1-2  | –––– |

## Statistiche

### Classifica marcatori
| Gol | Rigori |  | Giocatore             | Squadra               |
| --- | ------ |  | --------------------- | --------------------- |
| 14  | 4      |  | Dmitrij Kiričenko     | FK Mosca              |
| 13  | 3      |  | Derlei                | Dinamo Mosca          |
| 12  |        |  | Igor' Semšov          | Torpedo Mosca         |
| 11  |        |  | Roman Pavljučenko     | Spartak Mosca         |
| 10  |        |  | Aleksandr Panov       | Torpedo Mosca         |
| 10  | 4      |  | Ivica Olić            | CSKA Mosca            |
| 9   | 1      |  | Andrej Aršavin        | Zenit San Pietroburgo |
| 9   | 2      |  | Džambulad Bazaev      | Alanija Vladikavkaz   |
| 8   | 2      |  | Dinijar Biljaletdinov | Lokomotiv Mosca       |